# Білоголово
Білого́лово (рос. Белоголово) — село в Тосненському районі Ленінградської області, Росія. Належить до муніципального утворення Шапкінське сільське поселення.